# اندیس گرانیت (داسیت) حرمک
گرانیت(داسیت) حرمک یک اندیس مصالح ساختمانی است که در  استان سیستان و بلوچستان قرار دارد و مادهٔ معدنی موجود در آن، گرانیت است. و دیرینگی آن به دوران گرانیت می‌رسد. 